# Charles Ier de Brunswick-Wolfenbüttel
Pour les articles homonymes, voir Charles Ier.
Charles Ier (1er août 1713, Brunswick-26 mars 1780, Brunswick) est duc de Brunswick-Lunebourg et prince de Wolfenbüttel de 1735 à sa mort.

## Biographie

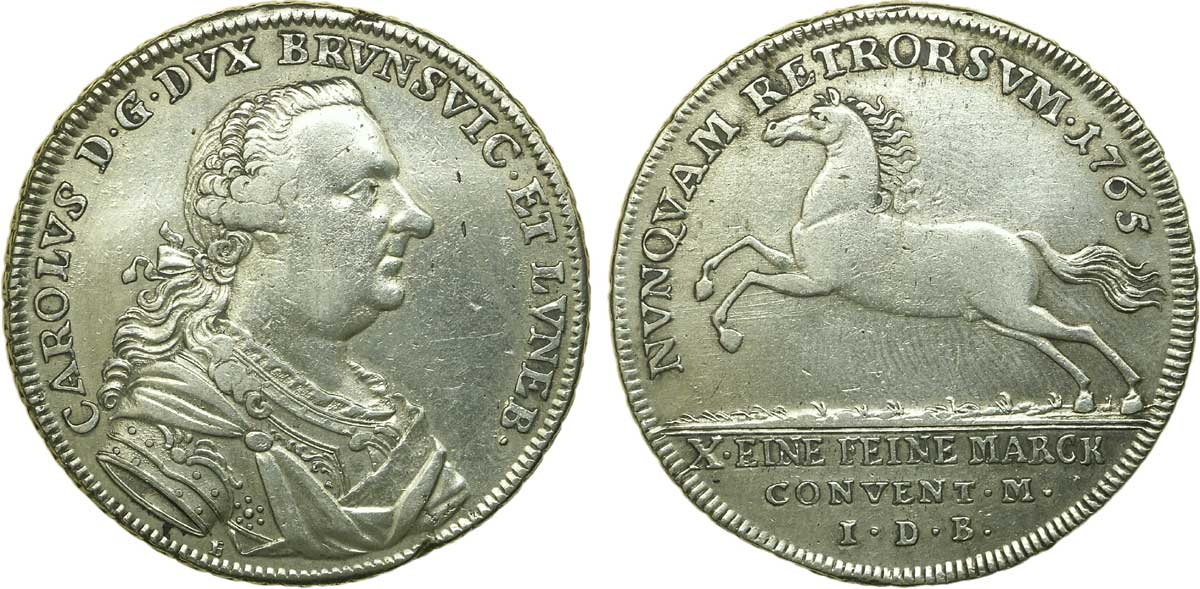
Thaler du duché de Brunswick-Wolfenbüttel, 1765.

Fils du duc Ferdinand Albert II et d'Antoinette de Brunswick-Wolfenbüttel, il hérite de la principauté de Wolfenbüttel à la mort de son père en 1735.
Sur une suggestion de son confesseur, Charles Ier fonde en 1745 le Collegium Carolinum, l'actuelle université technique de Brunswick. Il prend à son service comme bibliothécaire à la Bibliotheca Augusta l'auteur et philosophe Gotthold Ephraim Lessing.
Charles Ier tente de favoriser le développement économique dans son État. Il fonde la Compagnie de porcelaine de Fürstenberg, il décrète l'assurance incendie obligatoire. Cependant, il ne parvient pas à équilibrer ses finances. De ce fait, son fils aîné Charles-Guillaume-Ferdinand prend la direction du gouvernement en 1773.

## Descendance
En 1733, Charles Ier épouse Philippine-Charlotte de Prusse (1716-1801), fille du roi de Prusse Frédéric-Guillaume Ier. Treize enfants naissent de cette union :
- Charles-Guillaume-Ferdinand (1735-1806), duc de Brunswick-Wolfenbüttel ; épouse en 1764 Augusta-Charlotte de Hanovre, princesse du Royaume-Uni (1737-1806).
- Georges-François (1736-1737).
- Sophie-Caroline (1737-1817), épouse en 1759 le margrave Frédéric III de Brandebourg-Bayreuth.
- Christian-Louis (1738-1742).
- Anne-Amélie (1739-1807), épouse en 1756 le duc Ernest-Auguste II de Saxe-Weimar-Eisenach.
- Frédéric-Auguste (1740-1805), duc de Brunswick-Wolfenbüttel-Œls.
- Albert-Henri (1742-1761).
- Louise-Frédérique (1743-1744).
- Guillaume-Adolphe (1745-1770).
- Élisabeth-Christine-Ulrique (1746-1840), épouse en 1765 le futur roi de Prusse Frédéric-Guillaume II.
- Frédérique-Wilhelmine (1748-1758).
- Augusta-Dorothée, abbesse de Gandersheim.
- Léopold (de) (1752-1785).